# Lone Oak (Teksas)
Lone Oak – miasto w Stanach Zjednoczonych, w stanie Teksas, w hrabstwie Hunt.